# Ударное (Харьковская область)
Уда́рное, до ВОВ Уда́рный (укр. Ударне) — посёлок, 
Манченковский поселковый совет,
Харьковский район,
Харьковская область.
Код КОАТУУ — 6325157609. Население по переписи 2001 года составляет 720 (328/392 м/ж) человек.

## Географическое положение
Посёлок Ударное находится между сёлами Гурино и Орехово.
Рядом проходит железная дорога, станция Ореховая Роща.
К посёлку примыкают несколько лесных массивов (дуб, осина).

## История
- Основан до ВОВ.[2]
- 1967 — дата присвоения статуса посёлка.

## Объекты социальной сферы
- Клуб.

## Достопримечательности
- Братская могила советских воинов. Похоронено 50 воинов.